# Liste des partis libéraux
 (juillet 2023).
Si vous disposez d'ouvrages ou d'articles de référence ou si vous connaissez des sites web de qualité traitant du thème abordé ici, merci de compléter l'article en donnant les références utiles à sa vérifiabilité et en les liant à la section « Notes et références ».
La définition de parti libéral est très discutable. Dans la liste ci-dessous, il est défini comme un parti politique adhérant aux principes de base du libéralisme. Il s'agit d'un courant politique large, incluant des éléments de gauche, de centre et de droite (voir Parti attrape-tout). Tous les partis libéraux insistent sur les libertés individuelles, mais leurs opinions divergent sur le rôle de l'État. Cette liste comprend des partis de caractère différent, allant du libéralisme classique au social-libéralisme, du libéral-conservatisme au national-libéralisme.
Plusieurs partis conservateurs et / ou démocrates-chrétiens, tels que le Parti conservateur britannique, l'Union chrétienne démocrate allemande et le Parti populaire espagnol, sont également considérés comme de tendance néolibérale ou ont de fortes factions libérales conservatrices et / ou libérales classiques, alors que certains partis conservateurs, tels que Droit et Justice en Pologne et Fidesz en Hongrie, tout en favorisant une plus grande intervention de l’État soutiennent également les solutions de marché libre / marché libre. Inversement, certains partis sociaux-démocrates, tels que le parti travailliste britannique et le parti démocrate italien, incluent des éléments libéraux. Le libéralisme social et le conservatisme social ne sont pas incompatibles, certains partis défendent même des politiques économiques socialement libérales, tout en maintenant des points de vue socialement conservateurs ou traditionalistes : le Parti du Centre finlandais et l'Irlandais Fianna Fáil, tous deux membres du Parti de l'Alliance des libéraux et des démocrates pour l'Europe (parti ALDE). Aux États-Unis, les deux principales forces politiques, le parti républicain (libéral-conservateur) et le parti démocrate (social-libéral), sont dans une certaine mesure libérales (voir le Libéralisme contemporain aux États-Unis).
De nombreux partis libéraux sont membres de l'Internationale libérale et / ou de l'un de ses partenaires régionaux, tels que le parti Alliance des démocrates et des libéraux pour l'Europe en Europe, le Réseau libéral pour l'Amérique latine et le Conseil des démocrates et libéraux asiatiques. En règle générale, l'appartenance à ces organisations internationales indique que ce parti est vraiment libéral. Cependant, d'autres organisations internationales, telles que l'Union démocrate internationale et l'Internationale démocrate centriste , ainsi que des organisations régionales, telles que le Parti populaire européen, l'Alliance des conservateurs et réformistes européens, le Parti démocrate européen et l'Organisation démocrate-chrétienne d'Amérique possèdent une proportion signifiante de membres à tendance libéral-conservateur.
Tous les partis qui utilisent l' étiquette Libéral ou Liberté ne sont pas réellement libéraux. En outre, certains partis, tels que le Parti de la liberté d'Autriche, étaient à l'origine libéraux, mais ont depuis lors basculé dans le populisme et ont abandonné la plupart des principes du libéralisme. Enfin, certains partis, tels que le parti républicain américain, le parti libéral australien ou le parti progressiste norvégien, sont principalement libéraux du point de vue économique (voir libéralisme économique, libertarianisme).

## Organisations internationales libérales
- Internationale libérale
- Alliance des démocrates et des libéraux pour l'Europe
- Réseau libéral pour l'Amérique latine
- Conseil des libéraux et démocrates asiatiques
- Réseau libéral africain
- Alliance arabe pour la liberté et la démocratie

## Partis parlementaires et autres partis bénéficiant d'un soutien substantiel
Cette liste comprend également les partis qui étaient représentés lors de la dernière législature et qui existe toujours, ainsi que certains partis interdits ou exilés (Cuba).

### Afrique
Le libéralisme est un courant relativement nouveau pour l’ Afrique. Traditionnellement, il n’existait que plus ou moins en Égypte, au Sénégal et surtout en Afrique du Sud.
Il y a très peu de partis politiques libéraux en Algérie. Ahd 54 et le parti de droit naturel algérien peuvent être considérés comme libéraux. Le Rassemblement pour la culture et la démocratie, principal parti berbère, pourrait être considéré comme englobant certaines valeurs libérales.
- En Angola, le Parti libéral démocrate (Partido Liberal Democratico, membre de la LI) est un petit parti libéral.
- Au Bénin, le Parti de la Renaissance du Bénin, pourrait être considéré comme un parti libéral, mais son profil exact n'est pas connu. Les forces Cauris pour un Bénin émergent sont une alliance de partis centristes avec des éléments libéraux.
- Au Burkina Faso, l'Alliance pour la démocratie et la fédération peut être considérée comme un parti libéral, mais son profil exact n’est pas connu.
- Au Cap-Vert, le Mouvement pour la démocratie (Movimento para a Democracia, membre du CDI ) pourrait être considéré comme un parti libéral, mais son profil exact n’est pas connu.
- En Côte d'Ivoire, le Rassemblement des républicains (Rassemblement des Républicains, membre LI, CDI) est le principal parti libéral.
- En Égypte, le Parti du front démocratique (Hizb al-Gabha al-dimocratia) et le parti de la nouvelle délégation (Hizb al-Wafd-al-Jadid) pourraient être considérés comme des partis libéraux. Le parti libéral le plus récent[évasif] en Égypte est le parti El-Ghad dirigé par le leader de l'opposition, Ayman Nour.
- En Guinée équatoriale, l'Union démocratique nationale de Guinée équatoriale (Union libérale nationale de Guinée équatoriale, membre LI) se présente comme un parti libéral.
- En Gambie, le Parti démocratique unifié pourrait être considéré comme un parti libéral, mais son profil exact n’est pas connu.
- Au Ghana, le Nouveau Parti patriotique est un parti libéral de droite dont les affiliations internationales ne sont pas claires.
- En Guinée, l'Union des forces démocratiques de Guinée (Union des forces démocratiques de Guinée, membre LI, ALN ) et l'Union des forces républicaines (Union des Forces Républicaines, membre LI , RLA) sont les principaux partis d'opposition.
- Au Kenya, le Mouvement démocrate orange (observateur LI) pourrait être considéré comme un parti libéral.
- Au Malawi, le caractère libéral du Front démocratique unifié reste discutable malgré son appartenance au LI. Le parti démocrate progressiste a été formé en 2005 par le président Bingu wa Mutharika à la suite d'un différend avec l'UDF car il a été dit que les membres de l'ancienne UDF au pouvoir ne s'attaquaient pas correctement à la corruption. La situation de ce parti n'est en tout cas pas très clair[pourquoi ?].
- Au Maroc, deux partis de centre-droit, l'Union constitutionnelle (Union constitutionnelle) et le Mouvement populaire (Mouvement populaire) sont tous deux membres du LI. Cependant, les deux sont conservateurs sur le plan social, ce qui est anormal pour un véritable parti libéral. Le Rassemblement national des indépendants (observateur LI, membre ALN ), fondé en 1978 en tant que parti royaliste, est aujourd'hui un parti libéral.
- Au Mozambique, le Parti libéral démocrate du Mozambique  et le Parti social libéral et démocratique  prétendent être des partis libéraux, mais ont tous deux perdu leur représentation parlementaire.
- Au Sénégal, le Parti démocratique sénégalais (membre LI), est un parti libéral à fort caractère personnaliste[pourquoi ?].
- Aux Seychelles, le Parti national des Seychelles (observateur LI) est un parti libéral.
- En Sierra Leone, le Mouvement populaire pour le changement démocratique (membre ALN, observateur DUA) peut être considéré comme un parti libéral. Il s’agit du troisième parti du pays, mais a perdu sa représentation parlementaire en 2012.
- En Afrique du Sud, l'Alliance démocratique (membre LI) est un parti libéral.
- Au Soudan, le Parti libéral du Soudan (membre de l'ALN, AAFD) est un parti social-libéral luttant pour les droits de l'homme et une économie de marché sociale.
- En Tanzanie, le Civic United Front (Chama Cha Wananchi), (membre LI ) et le Parti démocratique uni, observateur LI sont des partis libéraux.
- En Tunisie, le Parti social-libéral (observateur LI) est un parti plus ou moins libéral.
- En Zambie, le principal parti d'opposition, le Parti unifié pour le développement national (observateur LI), adopte une position libérale dans le spectre politique.
- Au Zimbabwe, le libéralisme n'est pas organisé, mais le d'opposition de gauche, le Mouvement pour le changement démocratique comprend des libéraux et des sociaux-démocrates opposés au président Robert Mugabe.

### Amériques
Dans de nombreux pays d'Amérique latine, le libéralisme et le radicalisme ont été associés à des mouvements politiques généralement de centre gauche tels que le parti libéral colombien, historiquement préoccupé principalement par la décentralisation du gouvernement et l'autonomie régionale Amérique centrale et Grande Colombie) et la séparation de l’Église et de l’État. Parfois, les positions anticléricales et laïques défendue par les libéraux latino-américains ont limité les droits civils du clergé ou d'autres personnes associées à l'Église (comme au Mexique, où la loi interdit toujours aux prêtres d'occuper des fonctions publiques). Le libéralisme en Amérique du Nord est différent.
- En Argentine, l'Union civique radicale (Unión Cívica Radical) était historiquement un parti centriste progressiste et libéral. De nos jours, ce parti adhère à l'Internationale socialiste et son programme combine des idées libéral et social-démocrate. L'UCR a longtemps été un rival du Péronisme. Recréer pour la croissance (Recrear para el Crecimiento) était un libéral pour le libre marché observateur de l'Internationale libérale. Ce parti avait fait alliance avec le parti libéral-conservateur Proposition républicaine (Propuesta Republicana).
- En Aruba, la situation de l'organisation libérale arubiaine (Organisacion Liberal Arubiano) n'est pas claire. Ce parti a perdu sa représentation parlementaire en 2005.
- In Bahamas, le parti dominant est le Parti libéral progressiste.
- In Bolivie, le parti dominant était le Parti libéral jusqu'en 1952.
- Au Brésill, le libéralisme est représenté par le New Party (Partido Novo) Il n'y a pas encore vraiment de parti dominant libéral. Même si quelques grands partis se revendiquent comme libéraux : Parti de la République, qui est en fait conservateur, et le Parti social-libéral (Brésil), qui est en fait nationaliste et conservateur.
- Au Canada, le mot libéral  se réfère aux idées du parti Parti libéral du Canada (membre LI), un des plus grands parties canadiens ayant gouverner maintes fois  et plus grand parti libéral au monde. Il supporte le concept d'État-providence mais est pour la liberté de marché, il est considéré comme de centre gauche.
- Au Chili, le Parti radical social-démocrate du Chili(Partido Radical Social-Democráta, membre SI) était un parti libéral centriste mais il est de nos jours plus social-démocrate. Le Parti libéral du Chili (Partido Liberal de Chile, membre LI) est un parti social-libéral centriste.
- En Colombie, le principal parti libéral est le Parti libéral colombien (Partido Liberal Colombiano, qui est malgré son nom membre de l'SI), qui est un parti de gauche, à la fois populiste, social-libéral et social-démocratique.
- Au Costa Rica, le Mouvement libertarien (Partido Movimiento Libertario, observateur LI) est un parti libéral.
- In Cuba, même s'il est légal de créer un parti politique, seul le parti communiste de Cuba peut participer aux élections. Le principal parti libéral est l'Union libéral cubaine.
- En République dominicaine, le parti historiquement de gauche Parti de la libération dominicaine (Partido de la Liberacíon Dominicana) est devenu un parti libéral centriste. Le Parti libéral réformiste (Partido Reformista Liberal) est aussi centriste et libéral.
- En Équateur, le Front radical Alfariste (Frente Radical Alfarista) et le parti libéral radical équatorien (Partido Liberal Radical Ecuatoriana) sont tous deux des petits partis libéraux.
- Au Groenland, le parti du sentiment commun (Atássut) est un parti de centre droit. Les Démocrates (Demokraatit) est un mouvement social-libéral. Les deux sont opposés à une séparation du Danemark.
- À Grenade, le Congrès démocratique national est un parti centriste libéral.
- Au Honduras, le Parti libéral du Honduras (Partido Liberal de Honduras, membre LI) est le principal parti libéral.
- Au Mexique, le libéralisme est représenté par le Partido Nueva Alianza (membre LI et du Liberal Network for Latin America).
- Au Nicaragua, le caractère libéral du parti de droite le Parti libéral constitutionnaliste (Partido Liberal Constitucionalista) est discutable[pourquoi ?].
- Au Panama, le Mouvement libéral républicain nationaliste (Partido Movimiento Liberal Republicano Nacionalista) est un parti libéral de centre droit.
- Au Paraguay, le Parti libéral radical authentique (Partido Liberal Radical Auténtico, membre LI) est un parti centriste libéral.
- Au Pérou,le seul parti libéral est le Parti libéral du Pérou, fondé en 2003.
- À Porto Rico, le Parti populaire démocrate (Partido Popular Democrático) est un parti centriste libéral.
- Au Suriname, l'Alternative Démocratique '91 (Democratisch Alternatief '91) est un parti centriste libéral.
- À Trinité-et-Tobago, le parti dominant social-libéral est le Mouvement national du peuple.
- Aux États-Unis, le terme libéral a une signification différente. Ce terme aux États-Unis exprime un mélange d'idées social-libérales, en faveur de l'État-providence[1], qui en effet n'a rien à voir avec le libéralisme classique. Le libéralisme américain a débuté par   Woodrow Wilson et Franklin Roosevelt. Le libéralisme américain a été influencé par l'économiste britannique John Maynard Keynes et le New Deal de Franklin D. Roosevelt. Comme le terme américain de socialisme était (et est encore) perçu comme l'équivalent du communisme (idéologie de l'Union des républiques socialistes soviétiques), beaucoup de personnes de gauche et de centre modèrent donc leurs arguments. Le Parti démocrate est identifié comme un parti libéral dans l'esprit américain, il serait identifié comme social-libéral et social-démocrate dans l'esprit européen. Les Démocrates demandent plus de justice social, d'égalité, de liberté et une économie sociale de marché. Le Parti républicain est partagé entre des membres supportant un fort libre marché avec des idées libertariennes et de l'autre des membres supportant des politiques réduisant les impôts avec des idées du conservatisme social. Le Parti libertarien, le troisième parti américain, veut établir une politique libertarienne en faveur des libertés personnelles.
- En Uruguay, le Parti Colorado (Partido Colorado) est un parti libéral-conservateur plus ou moins libéral.
- Au Venezuela, plusieurs partis libéraux existent : l'Organisation pour la démocratie libéral en Venezuela (Organización por la Democracia Liberal en Venezuela), un parti pour la liberté de marché ; le Mouvement Démocrate Libéral (Movimiento Demócrata Liberal) et Rumbo Propio para el Zulia de Zula Maracaibo, un parti libéral autonomiste.

### Asie
Le libéralisme a ou avait une certaine tradition dans certains pays. Aujourd'hui, il est plus courant en Asie de l'Est, mais dans beaucoup de ces pays, les libéraux ont tendance à ne pas utiliser l'étiquette libéral.
- Au Bangladesh, le Parti démocrate-libéral du Bangladesh est un petit parti libéral-démocrate.
- En Birmanie, la Ligue nationale pour la démocratie, observateur CALD, un parti libéral et social-démocrate, est devenu le plus grand parti parlementaire lors de la dernière élection. Il avait remporté un parlementaire de la majorité dans les élections de 1990, mais le résultat ne fut pas reconnu par les militaires et le parti avait été supprimée jusqu'en 2012.
- Au Cambodge, le Kanapak Sam Rainsy (Parti Sam Rainsy, membre CALD, prétend être un parti plus ou moins libéral, bien que certains contestent cela et considère que c'est un parti xénophobe.
- À Hong Kong, le Parti démocrate est un parti libéral, mettant l'accent sur la nécessité des réformes démocratiques. Le Parti Civique est aussi un parti libéral. Le Parti Libéral est souvent considéré comme un conservateur, pro-entreprise.
- En Inde, le libéralisme est devenu un fort courant et même s'il n'y a pas de grand parti libéral, certains membres de l'Alliance démocratique nationale sont libéral-conservateur.
- En Iran, le libéralisme est interdit et ses membres ont été tués dans le passé. Le Parti Libéral-Démocrate de l'Iran est forcé d'exister en exil (basé en Suède).
- En Israël, Shinouï (שינוי, en anglais, de Modifier, membre LI) est fortement anticlérical, pour le marché et libéral, mais sans représentation parlementaire depuis 2006. L'un de ses fondateurs, certains de ses membres, et beaucoup de ses électeurs ont rejoint le nouveau parti Kadima. La fraction centre-droit du parti Likoud se désignent elle-même comme un National-Parti Libéral. Le parti bleu et blanc est un parti libéral centriste.
- Au Japon, le mot libéral est utilisé par le principal parti conservateur, le Parti libéral-démocrate (Jiyu Minshuto). Le Parti Démocratique (Minshintō) est un parti social-libéral centriste.
- En Corée du Sud, L'actuel Parti Minju (Minjudang, Parti démocratique) est un parti social-libéral de centre-gauche.
- Au Liban, le Parti national-libéral (Hizb al-Ahrar al-Watani) est un parti libéral pro-indépendance.
- En Malaisie, le Parti du mouvement populaire malaisien (Parti Gerakan Rakyat Malaysia, membre CALD) semble être plus ou moins parti libéral.
- En Mongolie, le Parti civil vert (Irgenii Zorig-Nogoon Nam, membre LI, CALD, GG) a été fondée en 2012 par la fusion du parti libéral Parti civil  (Irgenii Zorig Nam) et du Parti vert (Mongolyn Nogoon Nam), qui avait travaillé pour la protection des droits de l'homme et de la démocratie. Le nouveau parti combine les valeurs libérales et les valeurs écologiques.
- Au Pakistan, le Jeay Sindh Libéral Front est un parti nationaliste, libéral et anti-intégriste actif dans le Sind. Fondée en 2015, il travaille pour la démocratie, le libéralisme et la liberté dans le Sindh. L'intellectuel, écrivain et homme politique Nawaz Khan Zaor est son chef.
- Aux Philippines, le Parti libéral, membre de la LI, CALD) est un parti centriste libéral.
- À Singapour, en raison du système électoral, le parti libéral, le Parti démocrate de Singapour  (membre CALD) n'est pas représenté au parlement. Le moins intransigeante libéral Parti du Peuple singapourien est représenté au parlement.
- Au Sri Lanka, le Parti libéral du Sri Lanka est un petit parti libéral.
- À Taiwan (République de Chine), le Parti démocratique progressiste (Min-chu Chin-pu Tang, membre LI, CALD) est un parti libéral centriste. L'Union pour la solidarité de Taïwan est un parti progressiste-centriste qui se distingue surtout par sa son nationalisme civique et dérive de par ses membres tant du Parti nationaliste chinois, ancien parti modéré sur la question de l'indépendance. Son caractère libéral est discutable, même si elle fait partie de la coalition de centre gauche et pro-indépendance, la Pan-alliance Verte (en contraste avec le parti conservateur Parti nationaliste chinois (Kuomintang) et Qinmindang.)
- En Thaïlande, le Parti démocrate (Pak Prachatipat, membre LI, CALD) est un parti libéral-conservateur.

### Europe
Au niveau européen, le courant libéral existe dans une certaine forme, généralement dans  les membres du Parti de l'Alliance des libéraux et des démocrates pour l'Europe (ALDE), au sein de la plupart des membres du Parti démocrate européen (PDE), au sein de nombreux membres du Parti populaire européen (PPE) et de certains membres de l'Alliance des conservateurs et réformistes européens (AECR)
- En Albanie, le libéralisme est faible. Deux partis pourraient être considérés comme adhérant aux valeurs libérales: le Parti de l'alliance démocratique (Partia Aleanca Demokratike, membre LI, ADLE) et le Parti de l'unité pour les droits de l'homme (Partia Bashkimi për të Drejtat e Njeriut), qui est le parti des minorités ethniques.
- En Andorre, le Parti libéral d'Andorre (parti libéral d'Andorre, membre LI, ADLE) est un parti libéral de centre-droit et est actuellement le deuxième parti politique en importance en termes de représentation parlementaire.
- En Arménie, le libéralisme traditionnel ne joue plus aucun rôle, mais le Parti républicain d’Arménie (Hayastani Hanrapetakan Kusaktsutyun) a rejoint le groupe ALDE au Conseil de l’Europe.
- En Autriche, le libéralisme a presque disparu lorsque le Forum libéral (Forum des libéraux) est devenu un micro-parti avant de réintégrer le Parlement en 2013 sur la liste électorale de NEOS - The New Austria, un nouveau parti libéral avec lequel il a fusionné en janvier 2014. un membre de ALDE[Quoi ?]. Historiquement, le parti libéral populiste de droite, désormais de droite, était considéré comme libéral ou national-libéral et était membre de l'Internationale libérale jusqu'en 1993.
- En Biélorussie, l'un des principaux partis d'opposition est le Parti civil uni biélorusse (Abjadnanaja Hramadzianskaja Partyja Biełarusi)
- Le système de partis belge est divisé par langue. Dans la communauté flamande, l'Open VLD (Open Vlaamse Liberalen en Democraten) (membre LI, ADLE), comprenant des libéraux du marché et des sociaux-libéraux, constituent l’un des partis dominants. Dans la communauté française, le Mouvement réformateur de centre droit (membre LI, ADLE) est l’un des principaux partis. Le parti pour la liberté et le progrès de la communauté allemande est affilié à ce parti. Jusqu'en 2011, le parti fédéraliste démocrate indépendant était un parti régionaliste de la région de Bruxelles dont le but est d'élargir les droits linguistiques des francophones.
- En Bosnie-Herzégovine, le libéralisme est faible en raison de la domination des partis ethniques. Le Parti libéral démocrate (Liberalno demokratska stranka, associé ALDE) est un petit parti libéral qui n'a pas beaucoup de succès. Le parti libéral social et multiethnique Notre parti (Naša stranka, ADLE associée) a plus de succès.
- En Bulgarie, le libéralisme organisé a été au début assez infructueux. Le libéralisme est maintenant représenté par le Mouvement pour les droits et libertés (Dviženie za prava i svobodi, observateur LI, membre ALDE) et le Mouvement national pour la stabilité et le progrès (Nacionalno Dviženie za Stabilnost i Vazhod, membre LI, ALDE), les deux adoptant une position plus ou moins libérale.
- En Croatie, le libéralisme est très divisé. On pourrait distinguer cinq partis: le parti populaire croate central - les démocrates libéraux (Hrvatska narodna stranka - Liberalni Demokrati, membre de l’ALDE), ses deux groupes dissidents: le parti populaire centriste - les réformistes (Narodna stranka - Reformisti, le député EDP) et la gauche du centre Civic Alliance libérale (Građansko-libéral savez, membre du groupe ALDE); Assemblée démocratique d'Istrie (Istarski demokratski sabor - Dieta Democratica Istriana, membre ALDE, observateur LI) et le parti du parti social-libéral croate central (Hrvatska socijalno libéral stranka, membre LI, ALDE[Quoi ?]
- À Chypre, les démocrates libéraux de centre-droite www.liberalscy.org (Fileleftheri Dimokrates, membre des interlocuteurs informatistes) et les démocrates unis de centre-gauche (Enomeni Dimokrates, membre de l'ADLE) sont considérés comme des partis libéraux.
- Au Danemark, la plupart des partis soutiennent le libéralisme sous une forme ou une autre, et trois partis se désignent comme libéraux: le parti social-libéral centriste (Det Radikale Venstre, membre LI, ALDE), le bien plus grand conservateur-libéral Venstre (membre LI, ALDE[Quoi ?] et l'Alliance libérale.
- En Estonie, le parti estonien réformiste (Eesti Reformierakond, membre LI, ADLE) est un parti libéral. Le caractère libéral du parti du centre estonien (Eesti Keskerakond, membre de l'ADLE) peut être contesté.
- Aux Îles Féroé, le parti des syndicats conservateurs et libéraux (Sambandsflokkurin) et le nouveau gouvernement social-libéral (Nýtt Sjálvstýri) étaient ou sont alignés sur les partis libéraux danois. En outre, il existe deux partis séparatistes: le parti populaire libéral-conservateur (Fólkaflokkurin, membre de l'AECR) et le marché libéral Progress (Framsókn), fondé en 2011.
- En Finlande, le parti membre dominant du LI et de l'ALDE est le parti du centre, centriste et agraire (Suomen Keskusta), mais le caractère libéral de ce parti est mis en doute. En réalité, le parti du centre est depuis longtemps devenu socialement plus conservateur que le parti de la coalition nationale libéral-conservateur, puisqu'il a choisi de ne pas soutenir le mariage entre personnes de même sexe. Le parti minoritaire suédois, le Parti populaire suédois (Svenska Folkpartiet i Finland, membre LI, ADLE), a un profil libéral plus clair. Le courant libéral initial était jusqu'en 2011 organisé dans les libéraux (Liberaalit), après 1995 un très petit parti extra-parlementaire. Dans les îles autonomes d'Åland, les forces libérales libérales d'Åland (Liberalerna på Åland) et du centre agraire centristique d'Ålandic (centre d'Åländsk, membre de l'ALDE) sont dominantes.
- En France, le Parti radical de gauche est un ancien membre de l'ELDR mais pas de LI. La France avait une tradition libérale importante, généralement associée au républicanisme, à partir de laquelle la droite et la gauche du spectre politique étaient générées. À droite, il y avait les républicains, qui se sont organisés en 1901-03 dans l'Alliance républicaine démocratique modérément libérale et dans la Fédération républicaine libérale-conservatrice ; à gauche les radicaux, fondateurs du parti républicain, radical et social-radical en 1901. Après la Seconde Guerre mondiale, les républicains se sont rassemblés au Centre national libéral-conservateur des indépendants et des paysans, à partir duquel les républicains indépendants conservateurs-libéraux sécession en 1962. Le Parti radical d'origine de centre-gauche était une force en déclin de la politique française jusqu'en 1972, date à laquelle il rejoignit le centre-droit, provoquant la scission de la faction radical-socialiste et la fondation du Parti radical de gauche, étroitement associées à le parti socialiste. En 1978, le parti républicain (successeur des républicains indépendants) et le parti radical fondèrent, avec le centre des sociaux-démocrates, l'union de l'Union pour la démocratie française (UDF), une alliance de forces libérales et démocrates-chrétiennes. Le Parti républicain, reconstitué en tant que démocratie libérale en 1997 et transformé en un parti libertaire libéral, a quitté UDF en 1998 et a fusionné pour devenir l’Union des Gaulistes pour un mouvement populaire (UMP), dont il représentait l’aile libertaire. Le Parti radical a également quitté UDF en 2002 pour rejoindre l'UMP, dont il est le principal composant social-libéral, en tant que parti associé. À certains égards, nous pouvons dire que la tradition républicaine et la tradition radicale sont maintenant recomposées en UMP. Quoi qu'il en soit, l'absence d’une véritable force libérale et libertaire en France a conduit à la création en 2006 d'Alternative libérale, dont les chances de succès sont incertaines[Interprétation personnelle ?].

Sous la Restauration
Le parti libéral était un parti classé à gauche, réclamant une libéralisation de la monarchie, survenue en pratique après les Trois Glorieuses.
Années 1980
L'Union des Libéraux Indépendants (ULI) fondé en 1980, renommé Parti libéral, était un parti fondé par Serge Dassault.
Années 1990
Le Parti républicain, composante de l'UDF, est rebaptisé en 1997 Démocratie libérale, sous la présidence d'Alain Madelin. En 1998, Démocratie libérale se détache de l'UDF. Lors du premier tour de l'élection présidentielle de 2002, Alain Madelin obtient 3,91 % des voix. Démocratie libérale se fonde ensuite dans l'Union pour un mouvement populaire. Jusqu'en 2006, il n'y a plus de parti libéral sur la scène politique française.
Années 2000-2010
Des militants de l'association Liberté chérie créent, le 1er mars 2006, Alternative libérale, qui se réclame d'un libéralisme classique. En 2008, Aurélien Véron, ancien président d'Alternative libérale, s'en détache pour fonder le Parti libéral démocrate.
Années 2020
Au début des années 2020, il n'existe pas de parti politique français libéral se présentant régulièrement aux élections. Il existe néanmoins :
- un micro-parti nommé « Parti libertarien » (2013-), membre de l'Alliance internationale des partis libertariens[2], mais sa présence aux élections est très faible.
- Pareil pour Objectif France (2014-2023), un micro-parti dirigé par Rafik Smati[réf. nécessaire].

En 2022, le micro-parti éphémère Simple se réclamait libéral classique[réf. nécessaire].
- En Géorgie, le Mouvement national uni (Nacionaluri Modraoba, membre UDI, observateur du PPE) est un parti pro-occidental libéral-conservateur tourné vers l'intégration Nord-Atlantique. Le Parti républicain de Géorgie (Sakartvelos respublikuri partia, membre de l'ADLE) et Our Georgia - Free Democrats (Parti libéral démocrate pour la Géorgie) (Chveni Sakartvelo - tavisupali demokratebi, membre de l'ADLE) sont des partis libéraux pro-occidentaux.
- En Allemagne, le FDP est le plus grand parti libéral. Il a co-gouverné le pays avec les conservateurs (CDU) entre 2009 et 2013, et forme actuellement (après les élections fédérales allemandes de 2021) un gouvernement de coalition avec le Parti social-démocrate d'Allemagne (SPD) et l'Alliance 90 / Les Verts.
- À Gibraltar, le parti libéral de Gibraltar (membre LI, ADLE) est un parti social-libéral favorable à l'autodétermination de Gibraltar.
- En Grèce, le courant libéral a disparu, ce qui a conduit les libéraux à rejoindre les partis de centre-droit Nouvelle démocratie, créé en 1974, et le centre-gauche PASOK, créé à 1974. Entre temps, de nouvelles initiatives libérales ont été prises, comme l'alliance libérale purement libérale (grec : « ιλελεύθερη Συμμαχία », Fileleftheri Simmakhia), est. en 2007 et principalement libérale Drassi (grec: Δράση, Drassi, membre du groupe ALDE), est. en 2009 et Recreate Greece (grec : « δμαραρας », grec ! », Dimiourgia, Xana), 2011. Aux dernières élections législatives, le fleuve social-libéral The River (en grec: Το Ποτάμι, To Potami) et l'Union des centristes (en grec : Ένωση Κεντρώων, Enosi Kentroon), qui revendique Héritage vénizéliste, sont devenus les principales forces libérales.
- En Hongrie, les deux grands partis libéraux sont Ensemble 2014 (Együtt 2014), un parti social-libéral, et le parti libéral hongrois (Magyar Liberális Párt), un parti libéral pro-marché représenté au parlement.
- En Islande, le parti progressiste (Framsóknarflokkurinn, membre LI) est un parti agraire-centriste. Un avenir brillant (Björt framtíð, membre du groupe ALDE), fondé en 2012, est un parti social-libéral qui favorise l'adhésion de l'Islande à l'UE. En 2016, le Parti réformiste a émergé sous la forme d'une scission libérale du parti au pouvoir, le Parti de l'indépendance.
- En Irlande, le Fine Gael est un parti libéral-conservateur dont la plate-forme englobe les politiques économiques de laissez-faire et, plus récemment, les positions socialement libérales sur des questions telles que le mariage homosexuel. Les Démocrates Progressistes étaient un parti conservateur-libéral avec un accent mis sur le libéralisme économique. Fianna Fáil (observateur LI, membre de l'ADLE), républicaine de centre droit de tradition irlandaise, a tenté ces dernières années de se faire passer pour un parti libéral. Toutefois, la composition du parti reste conservatrice sur les questions sociales.
- Sur l'île de Man, le parti libéral Vannin (observateur LI) est le seul parti représenté à la House of Keys puisque la plupart des membres sont élus indépendants. Il favorise la responsabilité et la transparence au sein du gouvernement et une décentralisation accrue du Royaume-Uni.
- En Italie, les libéraux sont maintenant divisés sur le centre-droit Forza Italia (une fusion des forces libérales et démocrates-chrétiennes en 1994, reconstituée en 2013 à partir du Peuple de la liberté), le parti Choix Civique fondé en 2013 pour soutenir Le Premier ministre Mario Monti, Centre démocratique et Alliance pour l'Italie, de petits partis social-libéraux et divers mouvements extraparlementaires mineurs, notamment le mouvement libertaire Agir pour cesser le déclin et les Radicaux italiens (membre du parti ALDE[Quoi ?]L'Italie des valeurs, républicaine et populiste, est également membre du parti ALDE, même si elle ne peut être qualifiée de parti libéral dans quelque sens que ce soit. La plupart des membres du dernier parti libéral italien (devenu un tout petit parti en 2004) et de nombreux anciens membres du parti républicain italien ont rejoint Forza Italia, qui est souvent présentée et définie en Italie comme un parti libéral. C'est la raison pour laquelle le terme «libéraux» est plus souvent utilisé lorsqu'il est question de la coalition de centre-droit, dominée par Forza Italia, qui associe libéralisme économique et liberté de conscience sur les questions éthiques.
- Au Kosovo, la Nouvelle Alliance du Kosovo (Aleanca Kosova e Re, membre de l'ADLE), le Parti libéral du Kosovo (Partia Liberale e Kosoves, ADLE associé) et l'Alternative (Alternativa) sont considérés comme des partis libéraux, bien que le second ne t semble avoir beaucoup de soutien. Le Parti libéral indépendant (Samostalna libérala stranka, membre LI) est un parti libéral de la minorité serbe.
- En Lettonie, le développement / pour! est un parti politique libéral classique (membre du groupe ADLE[Quoi ?]Développement / Pour! a 13 sièges à saeima. Le parti Premier Parti / Voie lettone éliminé (membre LI, ADLE) était un parti libéral de centre droit.
- En Lituanie, le Mouvement libéral (Liberalų Sąjūdis) et l’Union libérale et centrale (Liberalų ir centro sąjunga, membre LI), ADLE) sont des partis libéraux centraux et les Libéraux sociaux de la Nouvelle Union (Naujoji Sąjunga (socialliberalai), observateur LI), membre ALDE) est un parti libéral de centre gauche.
- Au Luxembourg, le Parti démocratique (Demokratesch Partei), membre de LI et ADLE, est le parti libéral traditionnel.
- À Malte, le plus grand parti libéral est le parti démocrate social-libéral. Le parti a deux sièges au parlement et a été formé par des membres mécontents du parti travailliste. Il existe deux partis libéraux mineurs: Alleanza Liberal-Demokratika Malta et Alpha Liberal Democratic Party.
- En Moldavie, le libéralisme est divisé entre le Parti libéral conservateur et libéral (Partidul Liberal, membre ALDE) et le Parti libéral libéral réformiste du marché (Partidul Liberal Reformator, observateur LI), qui s'est séparé du Parti libéral pour rester au gouvernement et faire partie du parti. la coalition pro-européenne en 2013.
- Au Monténégro, le libéralisme est organisé au sein du Parti libéral du Monténégro (Liberalna Partija Crne Gore, observateur LI, membre de l’ADLE), plus ou moins un parti libéral.
- Aux Pays-Bas, le libéralisme est divisé en deux parties. Les démocrates social-libéraux 66 (Democraten 66, membre LI, ALDE) et le Parti populaire conservateur-libéral pour la liberté et la démocratie (Volkspartij voor Vrijheid en Democratie, membre LI, ALDE[Quoi ?]En outre, en 2004, la gauche verte a commencé à se profiler en tant que parti «libéral de gauche», rompant ainsi avec ses racines socialistes.
- En Norvège, Venstre (litt. Gauche, membre LI, ALDE) est un parti libéral centriste. Le parti capitaliste (Norwegian: Liberalistene) est un nouveau parti fondé sur le libéralisme classique.
- En Pologne, le parti démocrate (membre de l'ADLE) était un parti libéral central. Il n’a pas réussi à entrer au Parlement lors des élections de 2005. Plate-forme civique est considéré comme économiquement libéral ou conservateur-libéral. Créé en 2015, le parti libéral Modern (membre de l’ADLE) est entré au Parlement aux élections de 2015
- En Pologne, il existe également le parti conservateur et libéral KORWiN (Liberty), créé en 2015 par Janusz Korwin-Mikke. Il possède deux députés au Parlement européen et deux eurodéputés au Parlement polonais.
- Au Portugal, le libéralisme était une force puissante de l'histoire. Le Parti social-démocrate était autrefois un membre de l'Internationale libérale, mais a quitté l'organisation en 1996 et a depuis adopté une orientation plus conservatrice en rejoignant le Parti populaire européen. Cependant, de nombreux observateurs y voient toujours un parti conservateur-libéral. À l’heure actuelle, un petit mouvement appelé Movimento Liberal Social cherche à acquérir le statut de parti politique. Le Parti de la Terre (ancien membre ALDE, WEP) est un parti qui prône à la fois l’économie de marché et l’environnementalisme. Le parti le plus récent, Iniciativa Liberal, est également devenu membre de l'ALDE au début du mois de décembre 2017.
- En République de Macédoine, les libéraux sont divisés en deux partis: le parti libéral démocrate (Liberalna Demokraticka Partija, membre LI), membre de la coalition du gouvernement de centre-gauche et le Parti libéral de Macédoine (Liberalna Partija na Makedonija, membre du groupe ALDE[Quoi ?]la droite de la coalition d'opposition du centre.
- En Roumanie, le Parti libéral national (Partidul Naţional Liberal, membre LI et ex-membre ALDE) est un parti libéral de centre-droit, faisant partie de la coalition au pouvoir de l'Union sociale libérale de 2011 à 2014.
- En Russie, Civic Platform (Russie) est le seul parti réellement libéral, fondé par Mikhail Prokhorov pour permettre à la Russie d’avoir un véritable parti libéral classique du marché libre. Yabloko (Yabloko, Parti démocratique russe, Jabloko - Rossijskaja Demokratičeskaja Partija, membre LI, ALDE) et The Right Cause (Pravoye Delo, membre UDI) partagent plus ou moins les idées du libéralisme. Alors que Yabloko est un parti social-libéral, la Right Cause peut être considérée comme un parti démocrate conservateur du marché. Le soi-disant parti démocrate libéral de Russie n'est pas du tout libéral ; c'est un parti nationaliste et populiste de droite.
- À Saint-Marin, l’Alliance populaire (membre de l’EDP) est un parti libéral centriste. En Serbie, le parti libéral démocrate est le seul parti libéral en activité, qui disposait d'une représentation parlementaire jusqu'aux élections générales serbes de 2013.
- En Slovaquie, l'Alliance du nouveau citoyen (Aliancia Nového Občana) et la Liberté et la Solidarité (Sloboda a Solidarita) sont des partis libéraux du marché central.
- En Slovénie, le plus grand parti libéral est le Parti du centre moderne (Stranka modernega centra, membre de l'ADLE), un parti libéral centriste. La deuxième plus importante est l’Alliance d’Alenka Bratušek (membre de l’ADLE), une spin-off libérale de la Slovénie de centre, Positive Slovenia, qui a adopté une orientation plus démocratique et sociale. La troisième plus grande est la liste civique classique-libérale (membre ALDE[Quoi ?]Les deux partis libéraux extraparlementaires mineurs en Slovénie sont la démocratie libérale de Slovénie (Liberalna demokracija Slovenije, ancien membre des deux LI et ALDE), un parti libéral centriste, et Zares, un parti social-libéral et également un ancien membre de l'ALDE.
- En Espagne, le libéralisme Trienio était une longue tradition de libéralisme. Cela s'est terminé par des mouvements absolutistes et carlistes et une Espagne franquiste au XXe siècle. Au niveau national, des tentatives de création de partis à moitié libéraux ont été tentées, mais elles n'ont abouti qu'à Union, Progrès et démocratie (Unión, Progreso y Democracia), parti progressiste, social-libéral et centralisateur. En 2015, il a été remplacé en tant que grand parti social-libéral par le parti citoyens - Parti des citoyens, qui est autonome et postnationaliste. Le Parti libertarien d’Espagne est une autre option. En tant que parti libéral, il défend les droits de la personne et la liberté économique, avec un point de vue libertaire. Au niveau régional, la Coalition canarienne (Coalición Canaria) et la Convergence démocratique de Catalogne (Convergència Democrática de Catalunya, membre de l’ADLE) sont des partis nationalistes à moitié libéraux.
- En Suède, les libéraux (Liberalerna, membre LI, ALDE) sont un parti libéral de centre droit. Le parti du centre (Centerpartiet, membre LI, ADLE) est un parti historiquement agraire qui s'est peu à peu développé pour devenir un parti libéral de centre-droit, depuis 2013, qui se présente comme tel.
- En Suisse, le principal parti libéral est le FDP. Les libéraux (membre de LI, ADLE), formés en 2007 à la suite de la fusion du Parti libéral démocrate de Suisse et du Parti libéral de la Suisse.
- En Turquie, le libéralisme n'a jamais été une force puissante, même s'il existait d'importants partis libéraux. Aujourd'hui, le seul parti libéral actif est le parti démocrate libéral.
- En Ukraine, la position du libéralisme n'est pas claire. Le parti libéral (Liberalna Partia, observateur LI) est un petit parti libéral et le parti électoral Blok Juli Tymoshenko (Viborcyj Blok Julii Tymošenko) semble devenir un parti plus ou moins libéral. Notre parti libéral est le parti Notre Ukraine (Naša Ukrajina), qui devrait être distingué de l’Union du peuple notre Ukraine.
- Au Royaume-Uni, le libéralisme est maintenant représenté principalement par les libéraux démocrates (membre LI, ADLE), formés en 1988 à la suite de la fusion du parti libéral historique avec le parti social-démocrate. Le Parti libéral a été reconduit en 1989, il existe toujours, il a plusieurs conseillers en Angleterre, mais à l'heure actuelle aucune représentation parlementaire. Les libéraux démocrates, qui comptent des centaines de conseillers et 12 membres du Parlement[3], étaient le parti junior dans la coalition gouvernementale au parti conservateur en 2010-2015. Le parti des libéraux démocrates en Irlande du Nord est l'Alliance of Northern Ireland (membre LI, ADLE), qui a été créé en 1970 en tant que parti intercommunautaire non idéologique.

### Océanie
Le libéralisme a une forte tradition à la fois l'Australie et la Nouvelle-Zélande.
- En Australie, le Parti libéral est un parti considéré comme de centre-droit. Au sein du Parti Libéral de l'Australie, il est une fusion des libéraux et des conservateurs, lié par une opposition au socialisme. Beaucoup disent que ce parti adhère au courant libéral classique, et que la perception de ce que le libéralisme est a changé. L'ancien Premier Ministre Australien Malcolm Turnbull, un membre du Parti libéral, a indiqué que son parti « n'est pas un parti conservateur ». Le terme anglais small-l liberal se réfère généralement  à quelqu'un qui se fait le champion des libertés civiles et progressive des causes comme les Australiens républicain et aussi du point de vue de la réconciliation avec les aborigènes d'Australie. Ces points de vue sont fortement représentés au sein du vaste Parti Libéral, ainsi que dans les parties telles que les Australiens démocrates, qui a commencé sa vie comme un groupe des sociaux-libéraux mécontents avec le Parti Libéral. Le Parti Libéral-Démocrate est un classique libéral et libertarien en partie.
- Dans les Îles Cook, le parti démocrate est l'un des deux grands partis opposés aux nationalistes du Cook Islands Party.
- En Nouvelle-Zélande, le grand parti de droite, le Parti libéral, n'est plus un pur parti libéral, comme dans le passé, il a été le premier parti politique, et le gouvernement libéral de 1891 à 1912 a été responsable de nombreuses réformes. De même pour l'Australie, ce parti a fusionné avec les forces  conservatrices et les forces libérales pour former le Parti national de Nouvelle-Zélande, afin de s'opposer à l'avancement du socialisme démocratique du Parti Travailliste. Le libéralisme de nos jours se réfère à un support pour les libertés individuelles et publiques. Le terme est généralement utilisé avec une référence à un domaine particulier, par exemple, le marché libéraliste ou libéralisme social. Le parti ACT New Zealand est un parti libéral classique ou libertarien.
- Dans les Îles Salomon, le Parti libéral se considère comme libéral.